# 日乗院
日乗院（にちじょういん）は、埼玉県上尾市にある真言宗智山派の寺院。

## 歴史
1185年（元暦2年）に道法によって開山されたとも、1504年（永正元年）に法印円作によって開山されたともいわれている。いずれの説にしても戦国時代までには既に存在していたという点では一致している。
江戸時代には寺領10石が与えられた。当時は寺運興隆しており、北は現在の桶川市、南は現在のさいたま市南区のあたりまで、13か寺もの末寺が存在していた。

## 文化財
- 十一面観世音菩薩立像（上尾市指定文化財 昭和35年1月1日指定）[2]

## 交通アクセス
- 上尾駅より徒歩14分。